# Kota-Formation
Die Kota-Formation ist eine lithostratigraphische Formation im indischen Deccan, die für ihre Wirbeltierfossilien bekannt ist. Es handelt sich um kontinentale Sedimentgesteine, die auf den Unter- und den Mitteljura (Sinemurium bis ?Aalenium) datiert werden.

## Geologischer Rahmen
Die Formation zählt zum Pranhita-Godavari-Becken, das sich als dünner Streifen vom zentralen Indien in südöstlicher Richtung bis in die Nähe des Golf von Bengalen erstreckt. Unterhalb der Kota-Formation folgt die Dharmaram-Formation, die zur Zeit der Trias-Jura-Grenze zur Ablagerung kam und der ebenfalls zahlreiche Wirbeltierfunde entstammen; im Hangenden der Formation derweil folgt eine Diskordanz, auf welcher die frühkreidezeitlichen Sedimente der Gangapur-Formation folgen.

## Aufbau und Lithologie
Die Formation kann in zwei lithostratigraphische Einheiten aufgeteilt werden – die untere sowie die obere Einheit. Die untere Einheit wird vor allem durch eine 15 bis 25 Meter mächtige Lage aus kompaktem, grobkörnigem Sandstein gebildet, die lateral und vertikal von feineren Sandsteinen, Silt- und Tonsteinen abgelöst wird. Die obere Einheit derweil setzt sich aus Mergeln, einer 1 bis 2 Meter mächtigen Lage aus Kalkstein, sowie Wechselfolgen aus Sandsteinen und eisenhaltigen Tonschiefern zusammen.
Vermutlich wurde die untere Einheit durch ein mäandrierendes Flusssystem abgelagert, während die obere Einheit vor allem durch ein Zopfstromsystem abgelagert wurde. Die zwischengeschaltete Kalkstein-Lage kam vermutlich innerhalb eines Sees zur Ablagerung. Die untere Einheit wird auf das Sinemurium bis Pliensbachium datiert; die obere Einheit auf das Toarcium bis ?Aalenium.

## Wirbeltierfossilien
Aus der unteren Einheit stammen die sehr ursprünglichen sauropoden Dinosaurier Barapasaurus und Kotasaurus. Außerdem fanden drei Säugetier-Gattungen: Kotatherium aus der Familie Kuehneotheriidae, Indotherium aus der Familie Amphilestidae sowie Indozostrodon aus der Familie Morganucodontidae.
Aus der oberen Einheit finden sich Fische wie Lepidotes deccanensis, Paradapedon egertoni, Tetragonolepis oldhami, Pholidophorus kingii, Polidophorus indicus und Indocoelacanthus robustus. Reptilien schließen die Schildkröte Indochelys, den Flugsaurier Campylognathoides, die Sphenodontier Rebbanasaurus und Godavarisaurus sowie die Schuppenechse Bharatagama mit ein. Säugetiere waren mit den Docodontiden Gondtherium und Godavariodon, den Amphilestiden Paikasigudodon yadagiri sowie den nicht zuordenbaren Gattungen Dyskritodon, Nakunodon und Trishulotherium nachgewiesen, des Weiteren findet sich das auch aus der unteren Einheit bekannte Indotherium.